# Sadness
Sadness ist eine US-amerikanische Blackgaze- und Depressive-Black-Metal-Band.

## Geschichte
Die Gruppe wurde 2014 von Damián Antón Ojeda, der für alle Instrumente zuständig ist, in Oak Park, Illinois gegründet und veröffentlichte 2014 das Debütalbum Close bei Depressive Illusions Records. Noch im selben Jahr folgten mit To Despair Of... und Fading Days Away... zwei weitere Werke bei dem ukrainischen Label. Ein zweiter wiederkehrender Partner insbesondere bei den Veröffentlichungen bis einschließlich 2016 war das auf Depressive Black Metal spezialisierte italienische Musiklabel War Against Yourself. Ab 2017 setzte Ojeda vor allem auf Avantgarde Music und dessen Tochterlabel Flowing Downward.

## Stil
Bei Metal1.info wird der Stil des aus Mexiko stammenden Solomusikers als Black Metal / Shoegaze bezeichnet. Gegenüber früheren Werken sollen beim Album Circle of Veins „vermehrt elektronische Klänge in die Songs“ einfließen, so „sphärische Keyboards und Pianonoten“ oder „energiegeladene Electro-Sounds“.
Ein weiteres Stilelement ist die häufige Kleinschreibung aller Wörter in Songtiteln und Albumnamen. Auf manchen veröffentlichen Tonträgern ist kein einziger Großbuchstabe zu sehen.

## Diskografie (Auswahl)
nur Alben, ohne Split-Veröffentlichungen
- 2014: Close, To Despair of…, Fading Days Away…
- 2015: …and Longing Are thr Endless Waves, Distances…, Greyness of a Young Despondency, The Rain that Falls Alone, Wounded Solitude
- 2016: Such a Short Time…, Acjétêc, Somewhere Along Our Memory, Rose / Lavender, Tundra
- 2017: Leave
- 2018: Rain
- 2019: Circle of Veins, I Want to Be There
- 2020: Alluring the Distant Eye
- 2021: Rain Chamber, April Sunset, _____
- 2022: Tortuga
- 2024: Your Perfect Hands and My Repeated Words, I Want to Make Something as Beautiful as You, I Love You

## Belege
1. ↑  Mass: Album Review: Sadness – Alluring the Distant Eye 7.5 (Black Metal), in:noobheavy.com (20. Mai 2020), abgerufen: 21. Oktober 2023
2. ↑  Leor Galil: Damián Antón Ojeda lets it all out in Sadness, in:chicagoreader.com (11. November 2021), abgerufen: 21. Oktober 2023
3. ↑  Stephan Rajchl: Review Sadness – Circle Of Veins, in: metal1.info (15. Januar 2020), abgerufen: 21. Oktober 2023